# Purangir
Puran Giri aussi appelé Purangir et Purangir Gossain (1743 -3 mai 1795, Howrah, Inde) est un agent du râja de Bénarès et un émissaire le 6e panchen-lama, Palden Yeshe.
Après que le royaume du Bhoutan s'empara de celui du Sikkim et envahit l'État hindou du Cooch Bihâr, au nord du Bengale, le Rajah du Cooch Bihâr demande assistance à Warren Hastings, le gouverneur britannique à Calcutta. Celui-ci dépêche un bataillon d'infanterie indienne qui met en fuite et poursuit jusqu'au Bhoutan les Bhoutanais, lesquels demandent l'intervention du 6e panchen-lama afin d'obtenir le retrait des Britanniques. Fin 1773, 2 émissaires du panchen-lama, le Tibétain Padma et le gosain (moine errant) Purangir, apportent un message à Calcutta. Amical mais ferme, le panchen-lama y affirme que le Bhoutan étant un État vassal du Tibet, ce dernier s'estime attaqué. Il accompagne son message de riches présents. Warren Hastings en déduit que le Tibet est riche et qu'un commerce serait avantageux. Il ordonne le retrait des troupes indiennes et décide d'envoyer un émissaire britannique accompagnant Purangir pour discuter des relations anglo-tibétaines avec le panchen-lama. Il choisit alors George Bogle, âgé alors de 28 ans et vivant en Inde depuis 4 ans, parlant couramment l'hindoustani et le parsi pour aller en mission diplomatique et d'information pour explorer le territoire inconnu au-delà des frontières septentrionales du Bengale, incluant le Tibet, avec l'idée d'ouvrir des échanges commerciaux là-bas. 
La mission de Bogle débute le 13 mai 1774, date du mandat portant les instructions de Hastings, et est constituée, outre lui-même, d'un chirurgien militaire Alexander Hamilton, de Purangir, et d'une escorte de serviteurs. Ils arrivent à Tashicho Dzong, alors capitale du Bhoutan début juin. Il est reçu en audience par le Deb-Raja et le Grand Lama du Bhoutan qui refusent de le laisser se rendre au Tibet, ce qui mène à des échanges de lettre avec Calcutta et avec le panchen-lama. En attendant, Bogle plante des pommes de terre et sème du thé dans les jardins bhoutanais, qui deviendra une culture himalayenne d'importance. Le panchen-lama écrit à Bogle que les ambans chinois de Lhassa s'oppose à sa visite, et à Purangir, il déconseille la visite des Anglais, en raison d'une épidémie de variole au Tibet central. Bogle y voyant des prétextes envoie Purangir le persuader de le recevoir, et avec l'accord du panchen-lama, se met en route en octobre pour le Tibet où il arrive 10 jours plus tard. Ils atteignent le Tsangpo début novembre. Le 8 novembre, ils arrivent au monastère de Desherip-gay où les attend le panchen-lama. 
Avant de retourner à Calcutta, Purangir assista, au Tashilhunpo, aux funérailles du 6e panchen-lama. Quand son successeur, le 7e panchen-lama fut découvert par les Tibétains, Purangir demanda à Warren Hastings d'envoyer une délégation au Tibet. Samuel Turner, cousin de Hastings fut choisi pour prendre la tête de la mission. Il partit de Calcutta en 1783 avec Purangir, le médecin militaire Robert Saunders et le lieutenant Samuel Davis, du Bengal Engineer Corps, ainsi qu'une douzaine de serviteurs. En 1780 un passeport a été délivré à Lhassa à Purangir Gossain. A Tashicho Dzong, ils furent retenus par les luttes entre factions bhoutanaises rivales, et ne purent traverser l'Himalaya qu'en septembre, à l'exception de Davis qui resta au Bhoutan. Ils suivirent la route de Bogle. Ils arrivèrent au Tashilhunpo le 22 septembre où ils furent reçus par le frère du 6e panchen-lama qui les informent qu'ils doivent attendre plusieurs semaines avant d'être présenté au 7e panchen-lama.
Dans la reconnaissance de l'alliance avec le Tibet, les Britanniques ont donné un terrain de Calcutta à Purangir pour la construction d'un monastère bouddhiste, ce qui avait été demandé par le panchen-lama. Ce temple, nommé Bhot Bagan, se situait à Howrah. Purangir s'y retira, vivant en ermite près des eaux du Hooghly. Une nuit du printemps 1795, des voleurs s'introduire dans le temple pour dérober des statues tibétaines, et tuèrent Purangir qui tentait de les arrêter. 